# Randy & the Rainbows

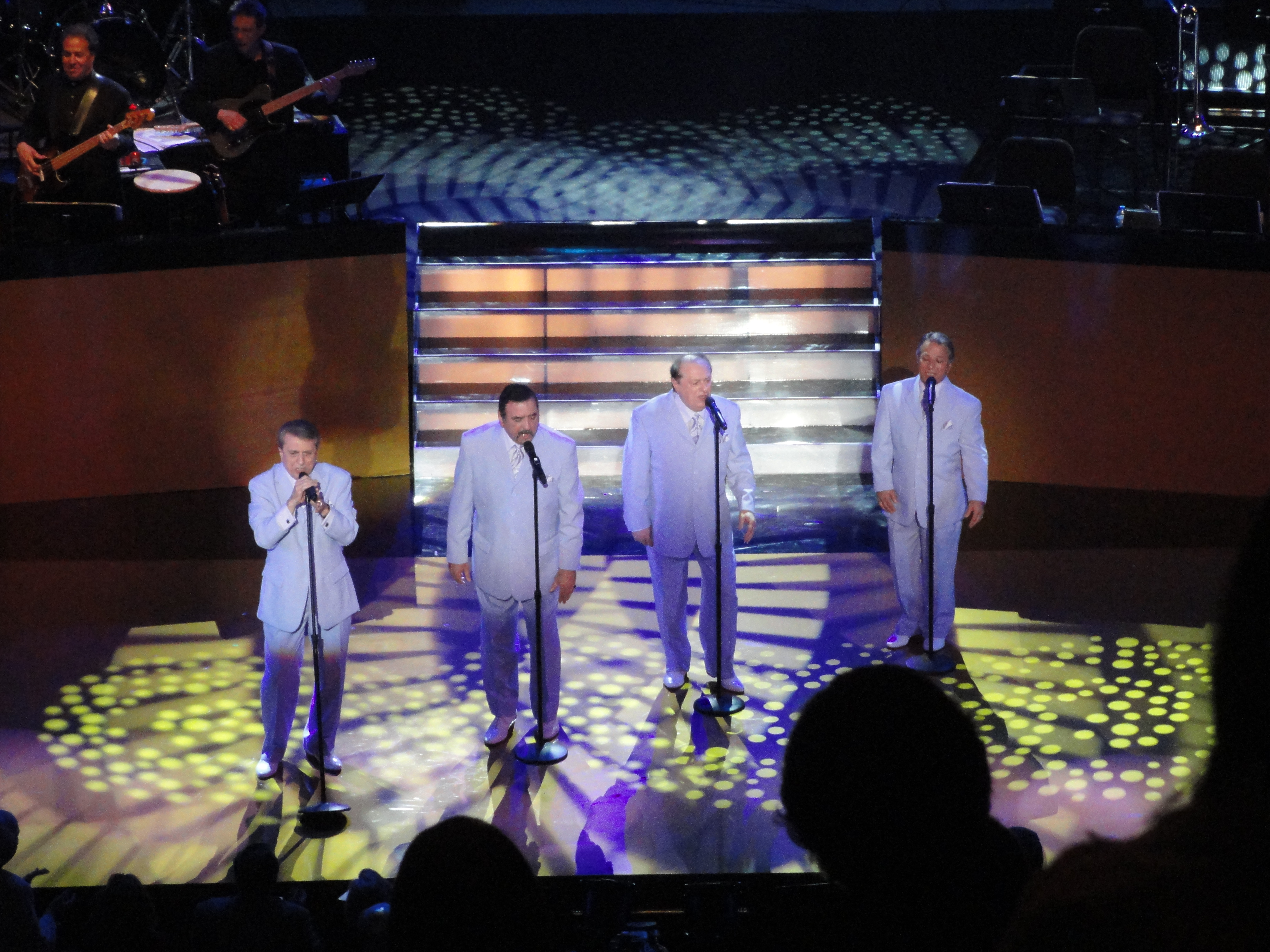
Randy & the Rainbows (2010)

Randy & The Rainbows war eine US-amerikanische Gesangsgruppe, die insbesondere 1963 durch den Hit Denise bekannt wurde, die Single erreichte Platz 10 der US-Charts.
Die Gruppe wurde 1961 in Maspeth, New York, als The Dialtones gegründet. Das Quintett hörte sich zwar recht gut an, aber es fehlte der richtige Song, um einen Plattenvertrag zu bekommen.
Den sollten sie mit Denise durch den Songwriter Neil Levenson bekommen. Dieser schrieb u. a. für die Tokens und diese Gruppe produzierte sodann die Single, die unter dem Bandnamen Randy & The Rainbows veröffentlicht wurde.
Das Lied wurde noch ein zweites Mal ein internationaler Erfolg. Debbie Harry nahm mit ihrer Gruppe Blondie 1978 eine Coverversion auf (in der „männlichen“ Version als Denis) und hatte damit in den UK-Charts einen Nummer-Zwei-Hit.
Randy & The Rainbows gelangen keine weiteren Erfolge. Die Folgesingle Why Do Kids Grow Up erreichte lediglich Platz 97 in den US-Charts. Ein Teil der Gruppe tritt jedoch noch heute bei Oldieveranstaltungen auf.

## Mitglieder
- Dominick „Randy“ Safuto (* 19. April 1947, Leadgesang)
- Mike Zero (* 4. April 1947, 1. Tenor)
- Sal Zero (* 30. Oktober 1942, 2. Tenor)
- Frank Safuto  (* 26. September 1938, Bariton)
- Ken Arcipowski (* 26. Mai 1945 † 23. März 2011, Bass)